# Indobrachyops panchetensis
L'indobrachiope (Indobrachyops panchetensis) è un anfibio estinto appartenente ai temnospondili. Visse all'inizio del Triassico inferiore (Induano, circa 249 milioni di anni fa) e i suoi resti fossili sono stati ritrovati in India.

## Descrizione
Indobrachyops è noto grazie a un cranio completo, ritrovati nella formazione Panchet nella miniera di carbone di Raniganj, in India. Il cranio è di forma vagamente triangolare, con le narici molto vicine fra loro e una fitta ornamentazione sulla volta cranica. Si suppone che il corpo di Indobrachyops fosse simile a quello di una grande salamandra, con arti piccoli ai lati del corpo e una lunga coda. 
I denti lungo il margine della mascella erano piccoli e fitti. Il sistema della linea laterale era molto simile a quello di Deltasaurus; esso era completamente incoso nelle ossa della volta cranica e i solchi erano profondi, stretti e uniformi.

## Classificazione
I fossili di Indobrachyops sono stati descritti per la prima volta nel 1958 da Friedrich von Huene e M. R. Sahni; i due studiosi ascrissero questo animale ai brachiopidi, un gruppo di anfibi temnospondili dalla grande testa tondeggiante e dalle abitudini strettamente acquatiche. Successivi studi effettuati nel 1979 da Cosgriff e Zawiskie indicarono che Indobrachyops doveva appartenere a una nuova famiglia, gli Indobrachyopidae, che includeva altri generi poco conosciuti (Mahavisaurus e Rewana).
La presenza o meno dell'osso lacrimale è una caratteristica importante nella classificazione dei temnospondili (e in particolare degli stereospondili), ma non è chiaro se Indobrachyops lo possedesse. La classificazione di questo animale, di conseguenza, è soggetta a notevoli variazioni a seconda dei vari studi: Indobrachyops è stato classificato come un ritidosteide primitivo (Warren e Marsicano, 1998) poiché è stato riconosciuto un lacrimale molto piccolo (una condizione primitiva nei ritidosteidi, che ne erano essenzialmente sprovvisti), ma anche come un ritidosteide derivato (Dias da Silva e Marsicano, 2011).